# ノヴァリャ
ノヴァリャ（クロアチア語: Novalja）はクロアチアの町およびそれを中心とした基礎自治体である。アドリア海に浮かぶ、パグ島の北部に位置し近頃ではズルチェビーチによりノヴァリャは有名になって来ており、夏には欧州中から人を集める一大観光地になっている。

## 歴史
パグ島に最初に住み着いた人々はイリュリア人の部族で、集落の跡は現在でも島の周辺で見ることが出来る。紀元前1世紀、ローマ人がやって来るようになり多くの遺跡や考古学的なものを残している。クロアチア人がやって来たのは7世紀で、それに伴って多くの人々がこの地域に居住するようになった。パグ島はクロアチア王国の支配下に入ることがあったが、戦いは続き11世紀や12世紀に島はザダルやラブに分けられていた。ノバリャはクロアチア王ペタール・クレシミル4世のラブのコミュニティや教区に属していた。12世紀から14世紀、ノヴァリャは他のダルマチアの町と共にヴェネツィア共和国とクロアチア・ハンガリーの支配者との間の激しい戦いに巻き込まれていた。
島は15世紀から4世紀にわたり、ヴェネツィア共和国の支配下にありナポレオン・ボナパルトがやって来るまで続いた。その後、オーストリアとフランスの間でダルマチア地域の争いがあり、オーストリアが勝利すると島の支配はヴェネツィアに一度戻っている。オーストリア支配が長らく続いた後、第一次世界大戦後はユーゴスラビア王国の領域となり、第二次世界大戦中はナチスの傀儡政権であるクロアチア独立国の支配下に入り、この間クロアチア沿岸はイタリアと共に分割されている。パグ島、ブラチ島はクロアチアにあり、ザダルからオミシュ至るまではイタリア側にあった。パグ島は現在は2つの郡に分けられており、ノヴォリャやスタラ・ノヴァリャがある島の北部はリカ＝セニ郡、島の南部はザダル郡である。